# Idotea aleutica
Idotea aleutica är en kräftdjursart som beskrevs av Gurjanova 1933. Idotea aleutica ingår i släktet Idotea och familjen tånglöss. Inga underarter finns listade i Catalogue of Life.